# Zoltan Paul
Zoltan Paul (voller Name: Zoltan Paul Pajzs Freiherr von Rácalmás, * 25. Dezember 1953 in Budapest; † 1. Juli 2022 in Berlin) war ein österreichischer Schauspieler, Regisseur und Musiker ungarischer Herkunft.

## Leben
Zoltan Paul emigrierte mit 12 Jahren nach Österreich. Dort machte er als Gitarrist und Sänger der Rockgruppe Dust Furore, gewann einige Bandwettbewerbe und galt als „schnellster Gitarrist Oberösterreichs“.
Paul absolvierte 1978 die Schauspielschule in Wien. Während der Ausbildungszeit wurden von ihm mehrere Kurzgeschichten in Wiener Literaturzeitschriften veröffentlicht und er wirkte im Orgien-Mysterien-Theater des Wiener Aktionisten Hermann Nitsch mit. Nach Rollen in Filmen von Michael Haneke (Lemminge), Reinhard Schwabenitzky u. a. und nach einem zweijährigen Engagement am Schauspielhaus Wien folgten Theaterengagements am Stadttheater Münster, an den Vereinigten Städtischen Bühnen Krefeld und Mönchengladbach und vier Jahre am Grillo-Theater Essen. Nebenbei spielte er in deutschen Fernsehproduktionen mit.
In den 1990er-Jahren wechselte er zur Regie, inszenierte an Theatern in Österreich und Deutschland. Hervorzuheben sind seine eigenen Stücke Salieris Mozart (Wien, Innsbruck) und Rausch, eine Rockoper frei nach dem Theaterstück Der Lügner von Carlo Goldoni. Er begann mit dem Ziel Filmregie Drehbücher zu verfassen. 2001 realisierte Zoltan Paul seinen ersten Kurzfilm Gone. 2003 entstand dann der von seiner eigenen Firma Atoll Film produzierte und von 13th Street/Universal Studios Network produzierte Langfilm Gone – Eine tödliche Leidenschaft mit seiner damaligen Ehefrau Adele Neuhauser in der Hauptrolle. Der Film lief 2004 unter anderem im Wettbewerb des Festival Internacional de Cine de Mar del Plata in Argentinien.
2008 führte Zoltan Paul Regie bei der Komödie Unter Strom, produziert von Next Film Filmproduktion Berlin, bei dem er für das Drehbuch den Thomas-Pluch-Preis erhielt. Der Film, dessen Musik sein Sohn Julian Pajzs schrieb, hatte seine Premiere im Juni 2009 auf dem Münchner Filmfest.
2012 entstand Pauls Frauensee. Der Film über ein homosexuelles Frauenquartett lief bei den Hofer Filmtagen und auf dem asiatischen Filmfestival in Busan/Südkorea, weiters auf den schwul-lesbischen Filmfestivals in Toronto, San Francisco, Mailand, Boston, Lissabon, Prag und 30 anderen Städten. Frauensee kam 2013 bei Edition Salzgeber ins Kino. 2014 wurde Amok – Hansi geht’s gut gedreht, eine crowdfunding-finanzierte Filmproduktion. Amok – Hansi geht’s gut hatte   seine Deutschland-Premiere bei den Hofer Filmtagen und gleich danach bei den Biberacher Filmfestspielen. 2015 entstand die Komödie Personenschaden, bei der er die Regie führte und das Drehbuch schrieb. Im September 2015 begannen die Dreharbeiten zu Breakdown in Tokyo – Ein Vater dreht durch, eine Music-Roadmovie-Tragikomödie mit turbulenten Gefühls-Achterbahnfahrten aller Beteiligten.
2022 entstand die Komödie ÜberLeben in Brandenburg, die erst 2024 in die Kinos kam. Zoltan Paul, der das Buch geschrieben hatte und gemeinsam mit Ben von Grafenstein Regie führte, spielte selbst die Hauptrolle eines alternden Regisseurs an der Seite seiner erfolgreichen Frau (Adele Neuhauser), der anfangs unter der Ablehnung seines nächsten Filmprojektes leidet, dann jedoch in einer kleinen Brandenburger Gemeinde als Bürgermeisterkandidat eine neue Herausforderung findet, den einzigen anderen Kandidaten einer rechtspopulistischen Partei zu verhindern. Paul thematisiert in diesem Film Altersdiskriminierung und eine Post-Midlife-Crisis mit aktuellem Bezug zur politischen Situation.
Zoltan Paul war von 1981 bis 2006 mit Adele Neuhauser verheiratet, mit der er einen gemeinsamen Sohn hatte, Julian Pajzs. Im Mai 2017 heiratete er die Produzentin Clementina Hegewisch, die bei seinen letzten Filmprojekten mit ihm zusammenarbeitete.
Paul starb unmittelbar nach Abschluss der Dreharbeiten an ÜberLeben in Brandenburg an einem Aneurysma. Sein Grab befindet sich auf dem Friedhof im Ortsteil Seebeck der Gemeinde Vielitzsee in Brandenburg.
Er war Mitglied der Deutschen Filmakademie.

## Filmografie (Auswahl)

### Schauspiel
- 1977: Der Einstand
- 1979: Lemminge
- 1987: Befristeter Aufenthalt
- 1996: Der Alte (Fernsehserie) Folge 221: Schlüssel zum Mord
- 1997: Solo für Sudmann (Fernsehserie, 2 Folgen)
- 2003: Polizeiruf 110: Tiefe Wunden
- 2004: Gone – Eine tödliche Leidenschaft
- 2005: 24/7 The Passion of Life
- 2017: Breakdown in Tokyo – Ein Vater dreht durch
- 2018: Wenn Fliegen träumen
- 2022: ÜberLeben in Brandenburg

### Regie
- 2004: Gone – Eine tödliche Leidenschaft
- 2009: Unter Strom
- 2012: Frauensee
- 2014: Amok – Hansi geht’s gut
- 2015: Personenschaden (auch Drehbuch)
- 2017: Breakdown in Tokyo – Ein Vater dreht durch
- 2022: ÜberLeben in Brandenburg (Kinofilm, auch Drehbuch)